# Ultraprodotto
L'ultraprodotto è un costrutto matematico che appare principalmente in algebra astratta e in teoria dei modelli. Un ultraprodotto è un quoziente del prodotto diretto di una famiglia di strutture. Tutti i fattori del prodotto devono avere la stessa segnatura (stesso insieme di simboli non-logici e stesso insieme di operazioni caratterizzanti le strutture algebriche). L'ultrapotenza è il caso particolare in cui i fattori del prodotto sono uguali.
Alcune dimostrazioni del Teorema di compattezza e del Teorema di completezza sono applicazioni dell'ultraprodotto. Altrettanto il Teorema dell'ultrapotenza di Howard Jerome Keisler, caratterizzazione algebrica della nozione semantica dell'equivalenza elementare, e la presentazione di Robinson-Zakon dell'uso di superstrutture e del loro monomorfismo per costruire modelli non standard di analisi matematica.

## Definizione
Il metodo generale per ottenere un ultraprodotto prevede un insieme indice I, una struttura Mi per ogni elemento i di I (con la medesima segnatura logica), e un ultrafiltro U su I. Solitamente si sceglie I infinito e U contenente tutti i sottoinsiemi cofiniti di I; alternativamente, l'ultrafiltro è quello principale (che contiene cioè un elemento minimo), e l'ultraprodotto è isomorfo a uno dei fattori.
Le operazioni algebriche sul prodotto cartesiano
{\displaystyle \prod _{i\in I}M_{i}}
sono definite nel modo classico (esempio: per una funzione binaria +, (a + b) i = ai + bi ), e una relazione d'equivalenza è definita da a ~ b se
{\displaystyle \left\{i\in I:a_{i}=b_{i}\right\}\in U,}
e l'ultraprodotto è l'insieme quoziente rispetto a ~.  per cui l'ultraprodotto è qualche volta definito da
{\displaystyle \prod _{i\in I}M_{i}/U.}
Si può definire una misura finitamente additiva m sull'insieme indice I ponendo m(A) = 1 se A ∈ U e "m" = 0 negli altri casi. Allora due membri del prodotto cartesiano sono precisamente equivalenti se sono uguali quasi ovunque nell'insieme indice.  L'ultraprodotto è l'insieme delle classi d'equivalenza così generate.
Altre relazioni possono essere estese nello stesso modo:
{\displaystyle R([a^{1}],\dots ,[a^{n}])\iff \left\{i\in I:R^{M_{i}}(a_{i}^{1},\dots ,a_{i}^{n})\right\}\in U,}
in cui [a] indica la classe di equivalenza di a rispetto a "~".
In particolare, se ogni Mi è un campo ordinato, Allora è ordinato anche l'ultraprodotto.
Come detto prima una ultrapotenza è un ultraprodotto in cui tutti i fattori Mi sono uguali:
{\displaystyle M^{\kappa }/U=\prod _{\alpha <\kappa }M/U.\,}
Più in generale, la costruzione descritta sopra può essere fatta ogni qualvolta U è un filtro su I; il modello risultante {\displaystyle \prod _{i\in I}M_{i}/U} si chiamerà allora prodotto ridotto.

## Esempi
I numeri iperreali sono un ultraprodotto dei numeri reali per ogni numero naturale per quanto riguarda un ultrafiltro sui naturali contenenti tutti gli insiemi cofiniti. Il loro essere ordinati  è un'estensione dell'ordine dei numeri naturali. Per esempio, la sequenza ω data da ωi = i definisce una classe d'equivalenza che rappresenta un numero iperreale più grande di un qualunque reale.
Nello stesso modo si possono definire numeri ipernaturali, numeri ipercomplessi, e così via "ultramoltiplicando" le copie delle strutture corrispondenti.
Come esempio del trasferimento delle relazioni nell'ultraprodottot, si consideri la sequenza ψ definita come  ψi = 2i. Siccome ψi > ωi = i per ogni i, ne consegue che la classe d'equivalenza di ψi = 2i è più grande della classe d'equivalenza di ωi = i, in modo da poter essere interpretato come un numero infinito maggiore di quello originariamente costruito. Tuttavia, assumiamo χi = i per i non uguale a 7, ma χ7 = 8. L'insieme di indici in cui ω e χ concordano è membro di qualunque ultrafiltro (perché ω e χ concordano quasi ovunque), cosicché ω e χ appartengono alla stessa classe d'equivalenza.

## Ultralimite
In teoria dei modelli e teoria degli insiemi un ultralimite è un limite diretto di una sequenza di ultrapotenze.
Prendendo una struttura A0 ,e un ultrafiltro D0 si formi un'ultrapotenza A1. Quindi si ripeta per formare A2 e così via. per ogni n esiste un'immersione diagonale canonica  {\displaystyle A_{n}\to A_{n+1}}. Al limite del processo, come Aω, si forma il limite diretto degli stadi iniziali. Si può continuare nel transfinito .